# Rancora solidaginis
Rancora solidaginis är en fjärilsart som beskrevs av Hans Hermann Behr 1874. Rancora solidaginis ingår i släktet Rancora och familjen nattflyn. Inga underarter finns listade.